# Drottnar
Drottnar — метал-группа из норвежского Фредрикстада. Группа была сформирована в 1996 году, и на настоящий момент выпустила два студийных альбома, «Spiritual Battle» (2000) и «Welterwerk» (2006), и EP «Anamorphosis» (2003).
«Drottnar» — множественное число от исландского «Drottinn» — «хозяин, правитель, король». Первоначально приняв образ викингов, группа в настоящее время известна их специфическим живыми концертами, где они в частности одеты в военную униформу, напоминающую стиль советской армии, а иногда и в противогазы.

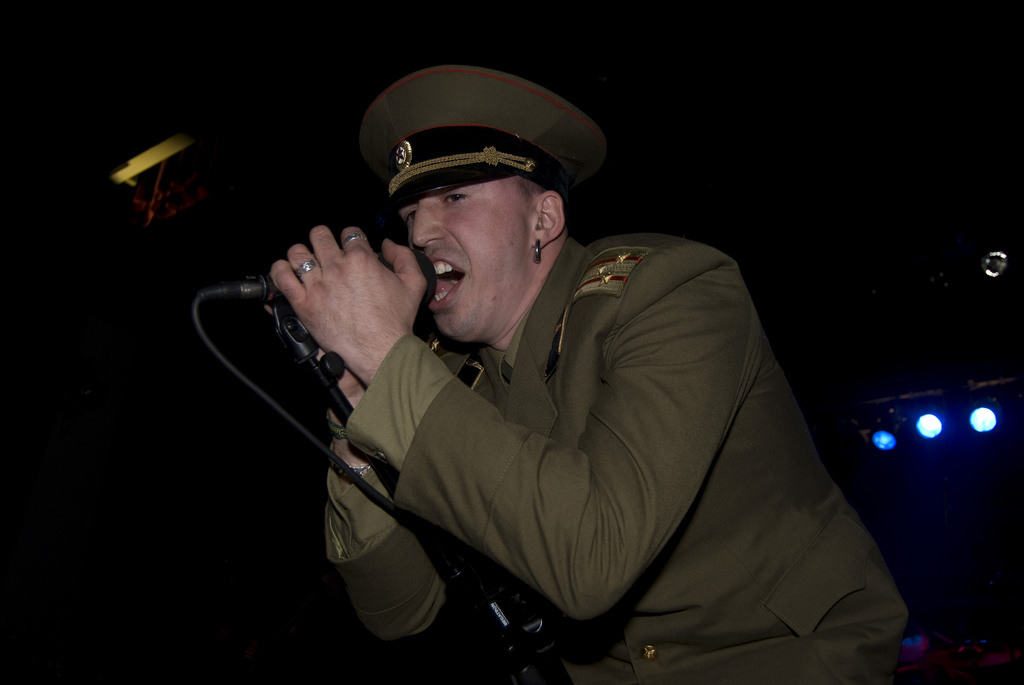
Свен-Эрик Линд

## История
Группа была первоначально сформирована под названием Vitality (анг.- Живучесть), в 1996 году четырьмя родными братьями Линд: вокалист Свен-Эрик Линд, гитарист и клавишник Карл Фредрик Линд, барабанщик Гленн-Давид Линд, и басист Бьорн Педер Линд. Они сделали запись своих первых двух демо-альбомов в Студии X-Ray Studios. Первый, названный Doom of Antichrist, был выпущен в мае 1996 г.
В 1998 году название было изменено на Drottnar.
В 2000 году группа выпустила альбом «Spiritual Battle», изданный британским Plankton Records.
В апреле 2006 года группа выпустила альбом, названный «Welterwerk».

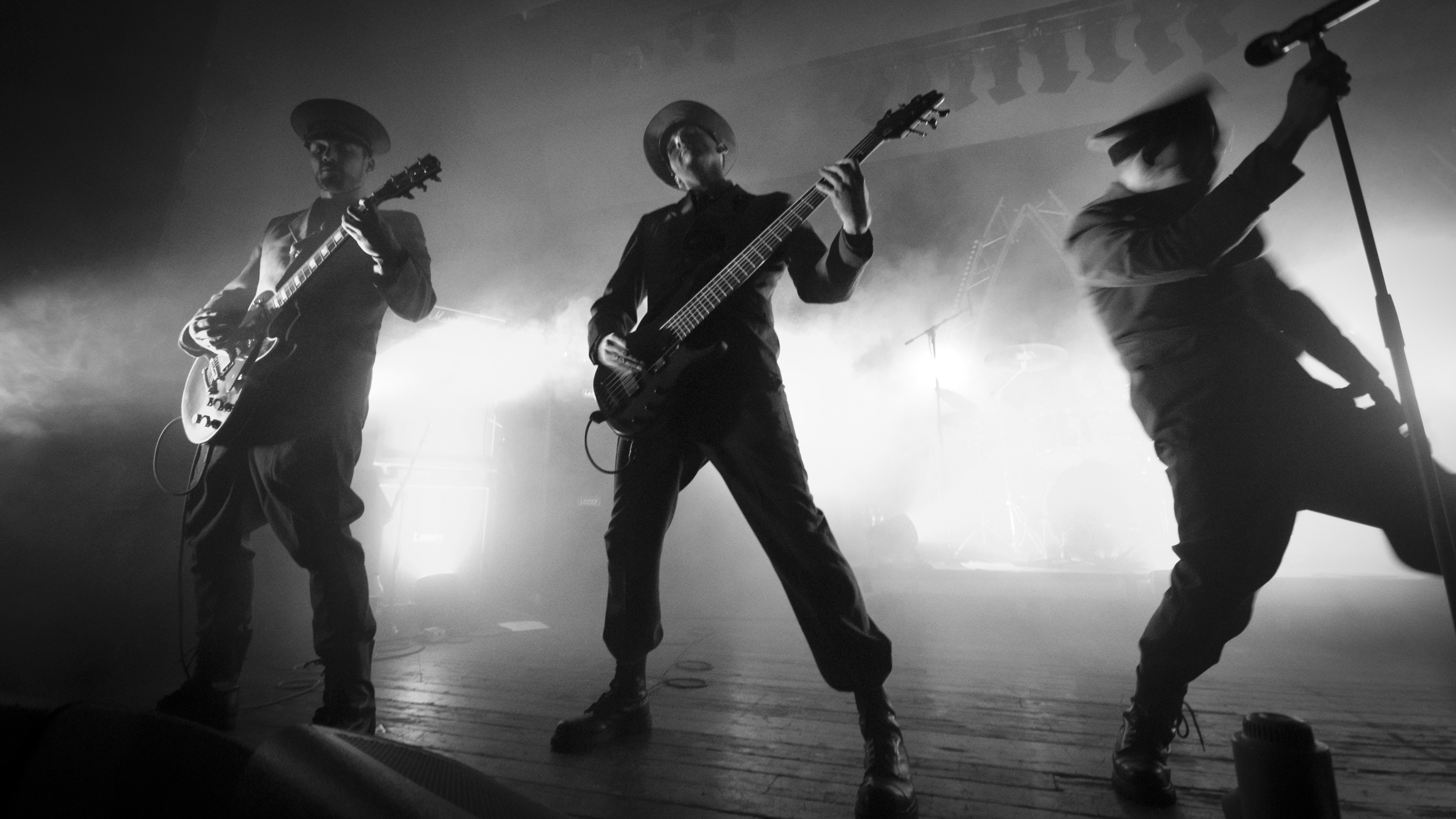
Drottnar в 2013 г.

## Лирика и темы
В первых песнях лирика группы была посвящена в основном христианству, но с особым экстремальным подходом; лирика на альбоме «Spiritual Battle» была вдохновлена библейской Книгой Откровения и, как и эта книга, описывала кошмары и ужасы. Участники группы сказали — «норвежская блэк-металлическая сцена не влияет на нашу лирику, но лирика все же написана блэк-металлическим способом, соответствуя нашей музыке.»
В настоящее время у Drottnar есть характерная особенность — использование чешского или «советского» элементов в стиле: названия песен и лирика содержат «по-советски» звучащие слова и метафоры, некоторые песни содержат отрывки из старых радио-постановок, на концертах участники группы используют военную форму в стиле советской армии или армии ГДР.

## Дискография
- Doom of Antichrist (demo) (1997)
- A White Realm (promo) (1998)
- Spiritual Battle (compilation) (2000)
- Anamorphosis EP (2003)
- Ad Hoc Revolt 7" EP (2006)
- Welterwerk (2006)
- Stratum (2012—2013)